# Nijas Anwarowitsch Iljassow
Nijas Anwarowitsch Iljassow (russisch Нияз Анварович Ильясов; * 10. August 1995 in Bataisk) ist ein russischer Judoka. Er war bei den Weltmeisterschaften 2018 Dritter und 2019 Zweiter im Halbschwergewicht. 2021 gewann er eine olympische Bronzemedaille.

## Karriere
Nijas Iljassow kämpft im Halbschwergewicht, der Gewichtsklasse bis 100 Kilogramm. 2014 siegte er bei den Junioren-Europameisterschaften und gewann einen Monat später Silber bei den U21-Weltmeisterschaften. 2015 erkämpfte er Bronze bei den Junioren-Europameisterschaften, siegte dann aber bei den U21-Weltmeisterschaften. 2016 und 2017 gewann Iljassow jeweils Bronze bei den U23-Weltmeisterschaften. 2016 siegte er außerdem bei den Militärweltmeisterschaften. Im März 2018 gewann er den Grand Slam in Jekaterinburg. Bei den Weltmeisterschaften 2018 in Baku bezwang er im Viertelfinale den Japaner Aaron Wolf und unterlag dann im Halbfinale dem Südkoreaner Cho Gu-ham. Mit einem Sieg über den Ägypter Ramadan Darwish erkämpfte Iljassow eine Bronzemedaille. Ein Jahr später gewann er im Viertelfinale der Weltmeisterschaften 2019 in Tokio gegen den Kanadier Shady El Nahas und im Halbfinale gegen Cho Gu-Ham. Im Finale unterlag er dem Portugiesen Jorge Fonseca. Bei den Militärweltspielen 2019 gewann Iljasow eine Bronzemedaille.
Bei den Europameisterschaften 2021 in Lissabon unterlag er im Halbfinale dem Georgier Warlam Liparteliani, anschließend verlor Iljassow den Kampf um eine Bronzemedaille gegen Zelim Kotsoyev aus Aserbaidschan. Drei Monate später bei den Olympischen Spielen in Tokio verlor er im Viertelfinale gegen Jorge Fonseca. Mit Siegen über den Deutschen Karl-Richard Frey und Warlam Liparteliani sicherte sich Iljassow eine Bronzemedaille.